# Ziesar
Ziesar (pronunciación en alemán: /t͡siˈeːzaʁ/ⓘ) es un municipio situado en el distrito de Potsdam-Mittelmark, en el estado federado de Brandeburgo (Alemania), a una altitud de 55 metros. Su población a finales de 2016 era de unos 2500 habs. y su densidad poblacional, 36 hab/km².